# Teléfono candelabro

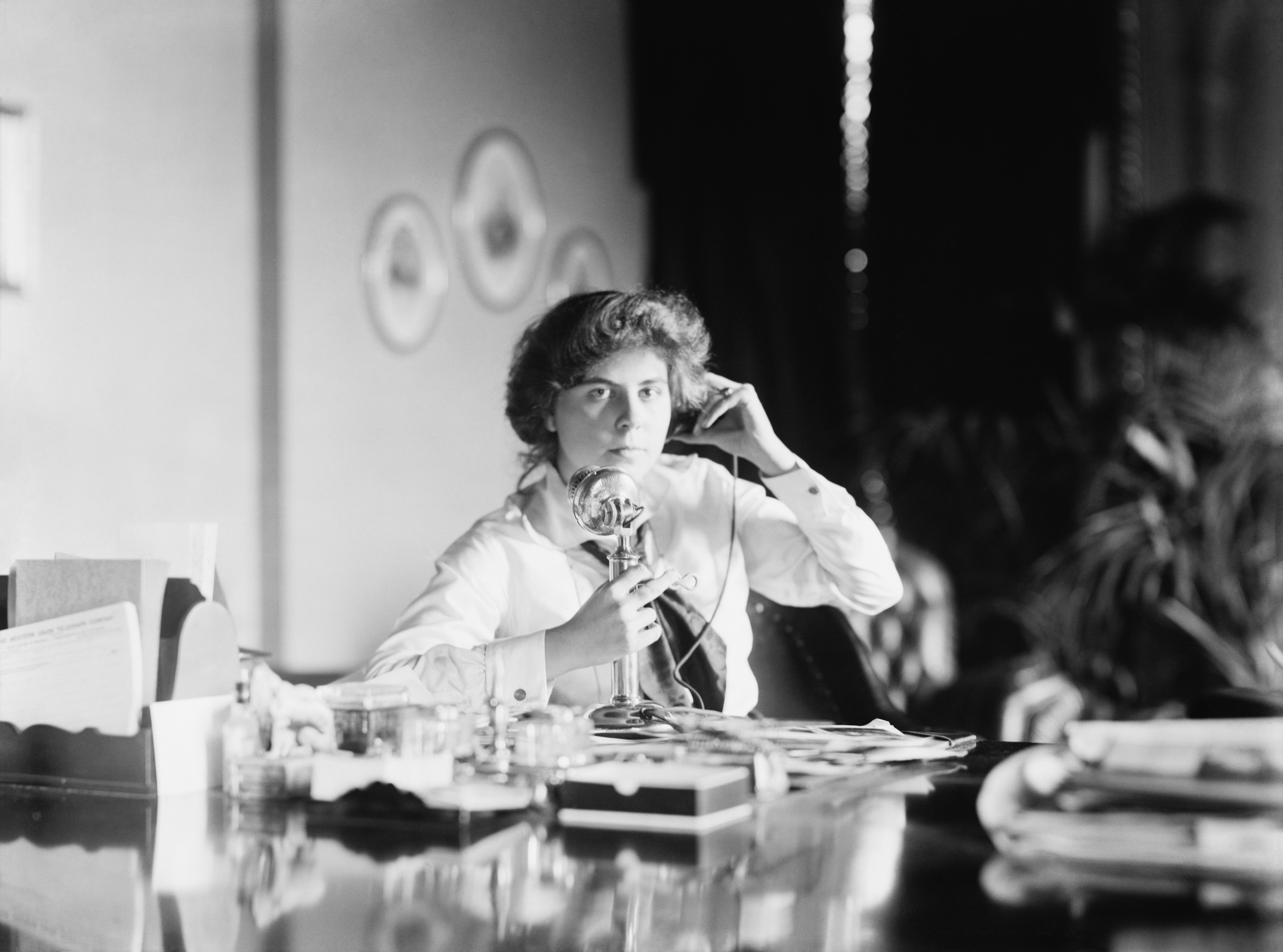
Teléfono candelabro de EE. UU. usado por Genevieve Clark Thomson, hacia 1915

Un teléfono candelabro es un tipo de teléfono que fue popular desde finales de la década de 1890 hasta la década de 1920. Al teléfono candelabro también se le conoce como teléfono de escritorio, teléfono vertical o teléfono de palo. Los teléfonos candelabros tenían una boquilla (transmisor) montada en la parte inferior del soporte y un receptor (auricular) que el usuario sostenía en el oído mientras realizaba una llamada. Cuando el teléfono no se utilizaba, el receptor se colocaba en el gancho del interruptor que sobresalía hacia el lado del soporte, desconectando así el circuito de audio de la red telefónica.

## Diseño y características
Los teléfonos candelabros fueron diseñados en una gran variedad de estilos con diferentes características. Los candelabros más conocidos tenían una base con un cuello cilíndrico vertical que se extendía verticalmente hasta 10 pulgadas (25 cm) de largo. En la parte superior del soporte se instalaba un micrófono de carbón (transmisor) para hablar, y un gancho de interruptor que se extendía lateralmente sobre el cual se colgaba un auricular (receptor). Para realizar o contestar una llamada telefónica, el usuario descolgaba el receptor, activando así un conmutador interno que conectaba el teléfono a la línea telefónica.
Los teléfonos candelabros necesitaban instalarse cerca de un conjunto de abonados (subconjunto, caja de timbre), que alojaba el timbre para anunciar las llamadas entrantes y los circuitos eléctricos (condensador, bobina de inducción, generador de señal, terminales de conexión) para conectar el conjunto a la red telefónica.
Cuando se introdujeron las centrales telefónicas automatizadas, la base de un candelabro disponía también de un dial giratorio, que se utilizaba para marcar el número de teléfono del destinatario de la llamada.

## Producción

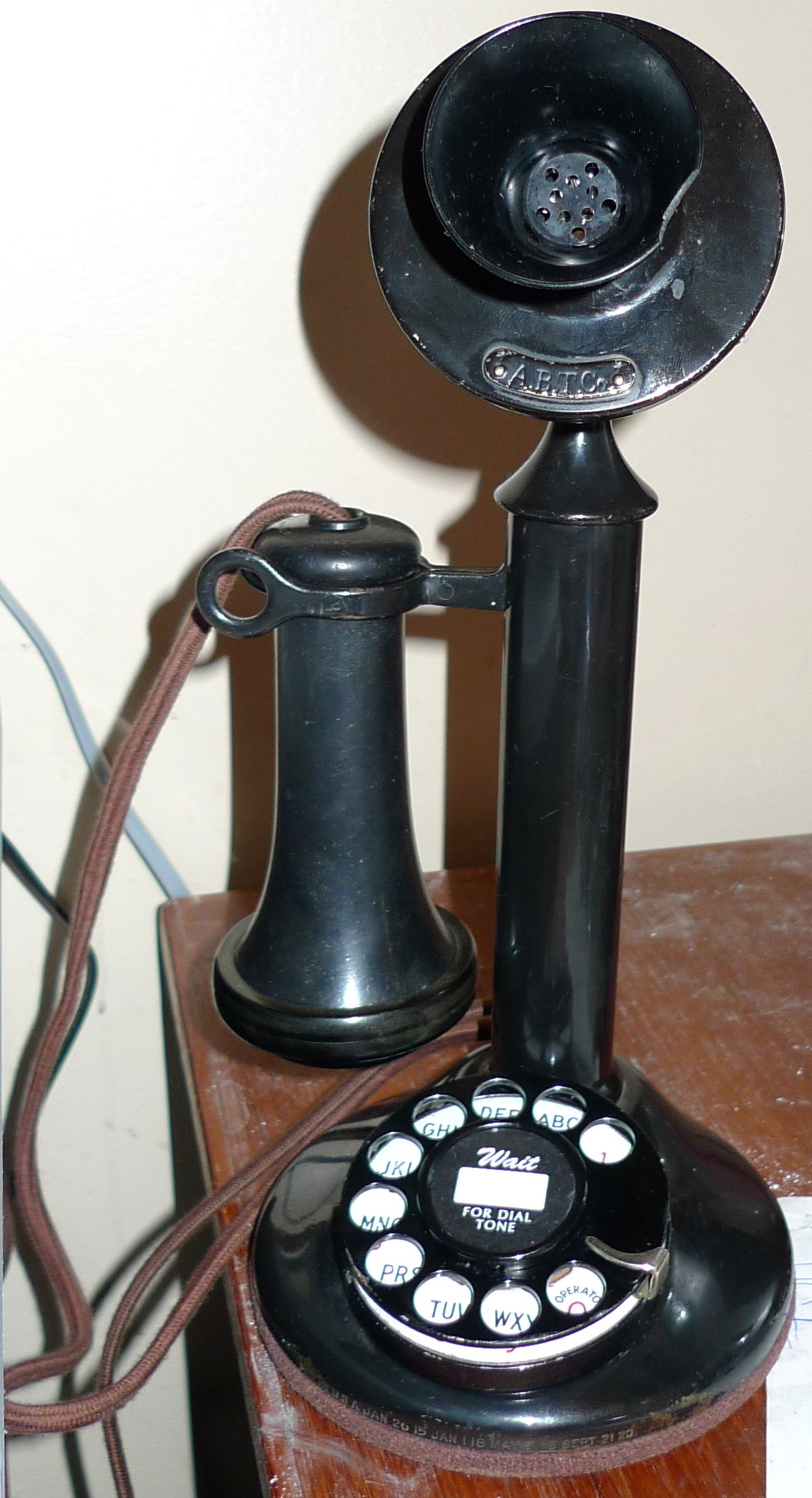
Teléfono candelabro de Western Electric de la década de 1920

Los teléfonos candelabro fueron producidos en varios modelos por muchos fabricantes. Los principales productores de estos teléfonos eran Western Electric (una unidad de AT&T), Automatic Electric Co (posteriormente adquirida por GTE), Kellogg Switchboard & Supply Company y Stromberg Carlson.
El primer teléfono candelabro y eje de tubo fue el teléfono de escritorio #20B de Western Electric patentado en 1904.
En las décadas de 1920 y 1930, la tecnología telefónica pasó a ser más eficiente en el diseño de los teléfonos de escritorio, los cuales contaban con el receptor y transmidor en una misma unidad, haciendo más práctico el uso de un teléfono. Sin embargo, a pesar de la nueva producción, muchos teléfonos candelabro permanecieron en operación, mantenidos por las compañías telefónicas, a lo largo de la década de 1940 y hasta la década de 1950.
Muchas versiones de estilo retro del teléfono candelabro fueron hechas mucho después de que los teléfonos originales fueran dejados de usar por compañías como RadioShack y la compañía Crosley Radio

## Teléfonos sucesores
Cuando Western Electric había desarrollado suficientemente el diseño de teléfonos móviles modernos en la década de 1920, sus candelabros fueron reemplazados por una serie de nuevos modelos de escritorio, comenzando con la instalación del A1 a mediados de la década de 1920. Se trataba esencialmente de un teléfono candelabro que tenía su eje vertical de tubo acortado a aproximadamente 4 cm de altura por encima de una base redonda, y tenía una horquilla en la parte superior, con el fin de sostener un dispositivo que combinaba el receptor y el transmisor en la misma unidad.
La horquilla contenía un émbolo que accionaba el interruptor de gancho en la base inferior. El A1 se distribuyó durante muy poco tiempo, hasta que la instalación del teléfono tipo B (modelo 102) se completó en 1927, un diseño aerodinámico que reemplazó el eje del tubo por una forma cónica esculpida. En 1930, esta base redonda se rediseñó en el montaje en D con base ovalada para evitar la inestabilidad de la unidad al marcar. A la vez, se mejoró la circuitería eléctrica para producir el teléfono modelo 202, lo que redujo el fuerte tono local característico de los diseños anteriores.

## Accesorios
El Hush-A-Phone era como un mini megáfono creado en 1920 que se colocaba sobre el receptor del teléfono candelabro.

## Influencias posteriores del diseño

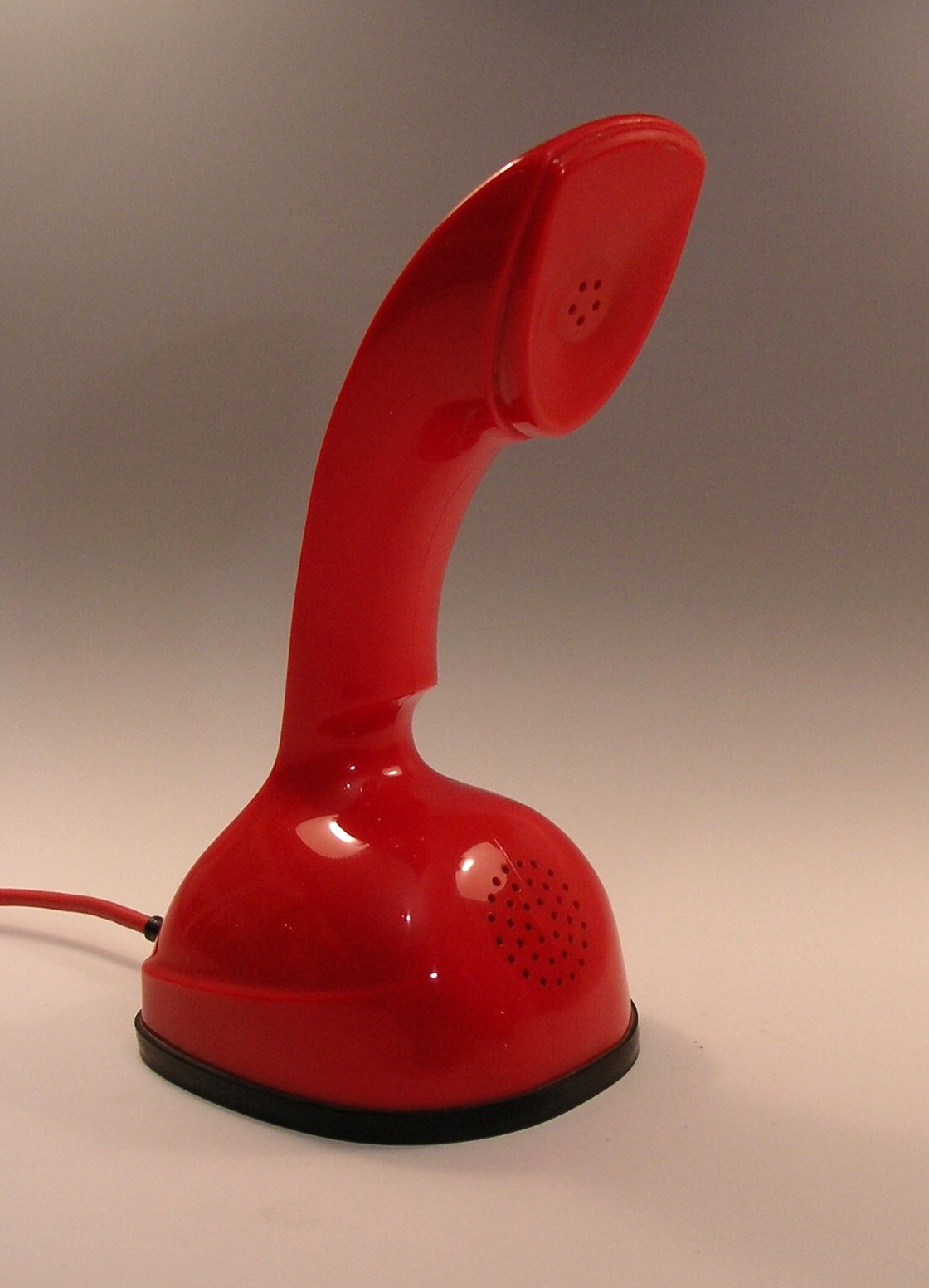
Una versión roja del Ericófono de 1956 creado por Ericsson Company

El Ericófono, o “teléfono cobra” es un teléfono de plástico de una sola pieza, al estilo de un candelabro, creado por la compañía Ericsson y comercializado durante la segunda mitad del siglo XX. Fue el primer diseño telefónico del mercado que incorporó el dial y los auriculares en una sola unidad. Por su estilo y su influencia en el diseño futuro del teléfono, el Ericófono está considerado como uno de los diseños industriales más importantes del siglo XX y forma parte de la colección del Museo de Arte Moderno.